# Coupe des Pays-Bas de football 1912-1913
Navigation
Coupe des Pays-Bas 1911-1912 Coupe des Pays-Bas 1913-1914
La Coupe des Pays-Bas de football 1912-1913, nommée la KNVB Beker, est la 15e édition de la Coupe des Pays-Bas.

## Déroulement de la compétition
Tous les tours se jouent en élimination directe. À chaque tour, un tirage au sort est effectué pour déterminer les adversaires.

## Finale
La finale se joue le 25 mai 1913 à Amsterdam, le Koninklijke HFC bat le DFC  4 à 1 et remporte son deuxième titre.